# عمي (فلم)
عمي (بالإنجليزية: Mon Oncle) هو فيلم كوميدي تم إنتاجه في فرنسا وإيطاليا وصدر في سنة 1958. الفيلم من إخراج جاك تاتي وكتابة جاك تاتي.

## بطولة
- جاك تاتي

### ترشيحات وجوائز
| السنة | الحدث  | الفئة           | النتيجة  |
| ----- | ------ | --------------- | -------- |
|       | أوسكار | أفضل فيلم أجنبي | فـــــوز |

## وصلات خارجية
- مقالات تستعمل روابط فنية بلا صلة مع ويكي بيانات

1. ↑  "معلومات عن عمي (فيلم) على موقع britannica.com". britannica.com. مؤرشف من الأصل في 2015-09-12.
2. ↑  "معلومات عن عمي (فيلم) على موقع csfd.cz". csfd.cz. مؤرشف من الأصل في 2019-12-10.
3. ↑  "معلومات عن عمي (فيلم) على موقع netflix.com". netflix.com. مؤرشف من الأصل في 2020-03-21.